# Marvin's Room
Marvin's Room is een Amerikaanse film uit 1996 onder regie van Jerry Zaks. De film is gebaseerd op een stuk van Scott McPherson.

## Verhaal
Lee is een alleenstaande moeder, die het contact heeft verbroken met iedereen uit haar familie, behalve haar zoons. Haar oudste zoon, Hank, zit in een inrichting sinds hij het huis in brand heeft gestoken. Na 20 jaar niets van haar gehoord te hebben, geeft haar zus Bessie een belletje. Ze heeft medische hulp nodig nadat er leukemie gesignaleerd wordt. Eerst wil Hank niets van Bessie weten, door nooit contact gezocht te hebben. Ook lijkt Lee niet geïnteresseerd te zijn in een gelukkige reünie.

## Rolverdeling
| Acteur            | Personage                  |
| ----------------- | -------------------------- |
| Meryl Streep      | Lee Lacker                 |
| Diane Keaton      | Bessie Greenfield          |
| Leonardo DiCaprio | Hank                       |
| Robert De Niro    | Dokter Wally               |
| Hume Cronyn       | Marvin                     |
| Gwen Verdon       | Ruth                       |
| Cynthia Nixon     | Bejaardentehuis medewerker |
| Kelly Ripa        | Coral                      |